# إبراهيم عبد الرحمن القاضي
إبراهيم عبد الرحمن القاضي؛ (مواليد 6 مارس 1954) عضو مجلس إدارة شركة الاتصالات السعودية (STC).

## نشأته
ولد القاضي في عنيزة بالسعودية في 6 مارس 1954، وعاش هناك لمدة 15 عامًا قبل أن ينتقل إلى الرياض، حيث التحق بمدرسة اليمامة الثانوية.

## مسيرته
حاصل على دكتوراه في الهندسة الكهربائية عام 1984 من جامعة ستانفورد في الولايات المتحدة الأميركية، وماجستير في الهندسة الكهربائية عام 1980 من جامعة ميشيغان في أميركا، وبكالوريوس في الهندسة الكهربائية عام 1978 من جامعة الملك سعود في السعودية.
كان عضواً في مجلس إدارة كل من مركز إيداع الأوراق المالية، وشركة السوق المالية السعودية (تداول)، وشركة ماكسس للاتصالات الماليزية، وسعودي أوجيه.
شغل منصب كبير المستشارين في هيئة الاتصالات وتقنية المعلومات بين 2004 و2011، وممثل الاتحاد الدولي للاتصالات في المنطقة العربية، ومدير المكتب الإقليمي للاتحاد في القاهرة بين 2002 و2003، ونائب رئيس البحوث والتطوير في للشؤون الهندسية في شركة الإلكترونيات المتقدمة بين 1991 و1994، وأستاذ في الهندسة الكهربائية في جامعة الملك سعود بين 1984 و2004.